# Цзя Цзунъян
Цзя Цзунъян (1 марта 1991) — китайский фристайлист, выступавший в акробатике, двукратный призёр Олимпийских игр (2014 и 2018), чемпион зимних Азиатских игр 2011 года, бронзовый призёр чемпионата мира 2013 года, обладатель Кубка мира по фристайлу 2012/13 в зачёте акробатики, победитель 12 этапов Кубка мира.
На Олимпийских играх 2010 года в Ванкувере 18-летний Цзя Цзунъян показал лучший результат в квалификации, однако в финале сумел занять лишь 6-е место.